# Муціо Клементі
Муціо Клементі (італ. Muzio Clementi; 23 січня 1752, Рим — 10 березня 1832, Івшем Англія) — італійський композитор, піаніст і педагог, що жив переважно в Англії. Сприяв розробці англійського варіанту піанофорте.
Зі школи, заснованої ним у Лондоні, вийшли, зокрема, Йоганн Баптист Крамер і Джон Філд. З музичних творів Клементі (близько 106), легких та граційних, але невільних від певної сухості мелодії, тривалий час був популярним «Gradus ad Parnassum», що витримав у Лондоні 12 видань і неодноразово друкувався у Франції і Німеччині. Клементі не раз відвідував Санкт-Петербург разом зі своїми учнями Філдом і Кленгелем.